# Parafia św. Stanisława w Osieku (diecezja elbląska)
Parafia św. Stanisława Biskupa i Męczennika w Osieku – parafia rzymskokatolicka w diecezji elbląskiej. Erygowana ok. 1380 roku, reerygowana w 1958 roku przez biskupa warmińskiego Tomasza Wilczyńskiego.
Na obszarze parafii leżą miejscowości: Osiek, Skowrony, Bielica, Burdajny, Godkowo, Klekotki, Kwitajny, Miłosna, Nawty, Plajny, Siedlisko, Stary Cieszyn, Szymbory. Tereny te znajdują się w gminie Godkowo, w powiecie elbląskim, w województwie warmińsko-mazurskim.
Kościół parafialny w Osieku został wybudowany w 1755 roku, poświęcony w 1945 roku.